# Bahnstrecke Železný Brod–Tanvald
| Kursbuchstrecke (SŽ): | 035                  |                                     |                                     |
| Streckenlänge: | 17,219 km            |                                     |                                     |
| Spurweite: | 1435 mm (Normalspur) |                                     |                                     |
| Streckengeschwindigkeit: | 60 km/h              |                                     |                                     |
| |                      |                                     |                                     |
| \| \| \| von Zawidów (vorm. SNDVB) \| \| \| \| 0,000 \| Železný Brod früher Eisenbrod \| 285 m \| \| \| \| nach Pardubice hl. n. (vorm. SNDVB) \| \| \| \| \| Iserbrücke \| \| \| \| 2,20 \| Spálov \| 295 m \| \| \| \| Kamenice \| \| \| \| 5,251 \| Jesenný \| 320 m \| \| \| 8,50 \| Návarov \| 360 m \| \| \| \| Tunnel Návarovský (170,15 m) \| \| \| \| \| Tunnel Haratický (191,70 m) \| \| \| \| 11,020 \| Držkov \| Držkov \| \| \| 11,035 \| Protektoratsgrenze 1938–1945 \| Protektoratsgrenze 1938–1945 \| \| \| 12,20 \| Plavy früher Plaw \| 410 m \| \| \| 13,453 \| Velké Hamry früher Groß Hammer \| 420 m \| \| \| \| Kamenice \| \| \| \| \| von Liberec (vorm. RGTE) \| \| \| \| 17,219 \| Tanvald früher Tannwald-Schumburg \| 465 m \| \| \| \| nach Kořenov (vorm. RGTE) \| \| \| \| \| \| \| \| Quellen: [1] \| \| \| \| |                      |                                     |                                     |
| Strecke |                      | von Zawidów (vorm. SNDVB)           | von Zawidów (vorm. SNDVB)           |
| Bahnhof | 0,000                | Železný Brod früher Eisenbrod       | 285 m                               |
| Abzweig geradeaus und nach rechts |                      | nach Pardubice hl. n. (vorm. SNDVB) | nach Pardubice hl. n. (vorm. SNDVB) |
| Brücke |                      | Iserbrücke                          | Iserbrücke                          |
| Haltepunkt / Haltestelle | 2,20                 | Spálov                              | 295 m                               |
| Brücke |                      | Kamenice                            | Kamenice                            |
| Haltepunkt / Haltestelle | 5,251                | Jesenný                             | 320 m                               |
| Haltepunkt / Haltestelle | 8,50                 | Návarov                             | 360 m                               |
| Tunnel |                      | Tunnel Návarovský (170,15 m)        | Tunnel Návarovský (170,15 m)        |
| Tunnel |                      | Tunnel Haratický (191,70 m)         | Tunnel Haratický (191,70 m)         |
| ehemaliger Haltepunkt / Haltestelle | 11,020               | Držkov                              | Držkov                              |
| Grenze | 11,035               | Protektoratsgrenze 1938–1945        | Protektoratsgrenze 1938–1945        |
| Haltepunkt / Haltestelle | 12,20                | Plavy früher Plaw                   | 410 m                               |
| Bahnhof | 13,453               | Velké Hamry früher Groß Hammer      | 420 m                               |
| Brücke |                      | Kamenice                            | Kamenice                            |
| Abzweig geradeaus und von links |                      | von Liberec (vorm. RGTE)            | von Liberec (vorm. RGTE)            |
| Bahnhof | 17,219               | Tanvald früher Tannwald-Schumburg   | 465 m                               |
| Strecke |                      | nach Kořenov (vorm. RGTE)           | nach Kořenov (vorm. RGTE)           |
| |                      |                                     |                                     |
| Quellen: |                      |                                     |                                     |

Die Bahnstrecke Železný Brod–Tanvald ist eine regionale Eisenbahnverbindung in Tschechien, die ursprünglich von der k.k. priv. Süd-Norddeutschen Verbindungsbahn (SNDVB) errichtet und betrieben wurde. Sie zweigt in Železný Brod (Eisenbrod) von der Bahnstrecke Pardubice–Zawidów ab und führt am Fuß des Riesengebirges durch das Tal der Kamenice nach Tanvald (Tannwald), wo sie in die Bahnstrecke Liberec–Kořenov einmündet.
Nach einem Erlass der tschechischen Regierung ist die Strecke seit dem 20. Dezember 1995 als regionale Bahn („regionální dráha“) klassifiziert.

## Geschichte
Am 31. März 1872 wurde der Süd-Norddeutschen Verbindungsbahn die Konzession zum Bau einer Flügelbahn nach Tannwald erteilt worden, welche von der Hauptlinie Pardubitz–Reichenberg in Eisenbrod abzweigen sollte.  Am 1. Juli 1875 wurde die als Hauptbahn konzipierte Strecke eröffnet, am 10. Oktober 1879 der Secundärbetrieb eingeführt.
Nach der Verstaatlichung der SNDV ging die Strecke am 1. Januar 1908 an die k.k. österreichischen Staatsbahnen kkStB über. Nach dem Ersten Weltkrieg traten an deren Stelle die neu gegründeten Tschechoslowakischen Staatsbahnen ČSD.
Nach der Angliederung des Sudetenlandes an Deutschland im Herbst 1938 kam die Strecke zwischen Plaw und Tannwald-Schumburg zur Deutschen Reichsbahn, Reichsbahndirektion Dresden. Als Grenzbahnhof wurde der Haltepunkt Plaw (Plavy) bestimmt. Im Reichskursbuch war die Verbindung nun als KBS 160r Tannwald-Schumburg–Groß Hammer–Eisenbrod enthalten. Nach dem Zweiten Weltkrieg kam die Strecke wieder vollständig zu den ČSD. Von nun an galten nur noch die tschechischen Bahnhofsnamen.
Am 1. Januar 1993 ging die Strecke im Zuge der Auflösung der Tschechoslowakei an die neu gegründeten České dráhy (ČD) über.
Im Jahr 2000 wurde von tschechischer Seite eine Studie vorgestellt, welche langfristig die Einbeziehung der Strecke ins Projekt Regiotram Nisa vorsieht. Geplant ist eine Elektrifizierung der Trasse und der Einsatz von Stadtbahnen, die auch auf die Straßenbahngleise in Liberec übergehen können. Eine Realisierung ist jedoch in nächster Zeit nicht zu erwarten, da das Vorhaben vom tschechischen Verkehrsministerium als nicht vordringlich erachtet wird.
Heute wird die Strecke von einer viermal täglich verkehrenden Schnellzugverbindung Praha-Vršovice–Tanvald bedient. Nahverkehrszüge verkehren im Zweistundentakt in der Relation Železný Brod–Tanvald. Eine Durchbindung der Züge von und nach Liberec besteht seit 1997 nicht mehr. (Stand: 01/2008)

## Fahrzeugeinsatz
Die Schnellzüge von Praha nach Tanvald werden heute vor allem von den modernisierten Triebwagen der ČD-Baureihe 854 befördert. Ein Teil der Schnellzüge verkehrt auch lokomotivbespannt mit der Baureihe 749 („Bardotka“). Im Nahverkehr kamen die bewährten Triebwagen der Baureihe 810 zum Einsatz. Deren modernisierte Version Baureihe 814 verkehrt zusammen mit der ČD-Baureihe 840 heutzutage.
Im Güterverkehr dominieren die einst für den Steilstreckenbetrieb nach Kořenov beschafften Diesellokomotiven der Baureihe 743.